# چری دی
چری دی (انگلیسی: Cherry Dee؛ زاده ۱۱ ژوئن ۱۹۸۷) یک مانکن اهل کشور ولز است.